# Margaret Maltby
Margaret Eliza Maltby (Bristolville (Ohio), 10 december 1860 – New York, 3 mei 1944) was een Amerikaanse fysisch scheikundige en actief in de vrouwenemancipatie.

## Biografie
Margaret Maltby was de dochter van grondbezitter Edmund Maltby en Lydia J. Brockway Maltby. Na de lagere school studeerde ze aan het Oberlin College in Ohio, waar ze in 1882 haar Bachelor of Arts behaalde. Daarna studeerde ze natuurwetenschappen aan het Massachusetts Institute of Technology in Boston, waar ze in 1891 afstudeerde met een Bachelor of Science. Tevens gaf ze les op scholen in Ohio en Massachusetts.
Om haar natuurkundig onderzoek voort te zetten, besloot ze naar Duitsland te gaan, waar ze vanaf 1893 met Eduard Riecke en Walther Nernst aan de Universiteit van Göttingen werkte. In 1895 werd ze de eerste vrouw die een doctoraat behaalde aan de universiteit van Göttingen met het proefschrift Methode zur Bestimmung grosser elektrolytischer Widerstände (methode voor het bepalen van grote elektrolytische weerstanden). Vervolgens ging Maltby naar Berlijn, waar ze de wetenschappelijke assistent werd van Friedrich Kohlrausch aan de Physikalisch-Technische Reichsanstalt in Berlijn-Charlottenburg. 
Nadat ze in 1889 was teruggekeerd naar de Verenigde Staten studeerde Maltby wiskundige natuurkunde met Arthur Webster aan de Clark University. In 1900 werd ze docent aan het Barnard College, onderdeel van de Columbia-universiteit, een privé-college voor vrouwen die in 1889 was opgericht. Gedurende haar gehele 31-jarige carrière gaf ze les aan het Barnard College. In 1903 werd ze er universitair hoofddocent, in 1910 junior hoogleraar en vanaf 1913 gewoon hoogleraar en voorzitster van de natuurkunde-faculteit. Haar administratieve werk op de universiteit zorgde ervoor dat ze steeds minder tijd beschikbaar had voor haar wetenschappelijke onderzoek. In 1931 beëindigde ze haar lerarencarrière. Ze overleed in 1944.
Margaret Maltby was een gepassioneerde suffragette en wijdde haar leven aan de gelijkheid van vrouwen in onderwijs en werk, vooral in de natuurwetenschappen. Ze moedigde haar vrouwelijke studenten aan om niet te kiezen voor studie of voor het gezin, maar om zoveel mogelijk deze te combineren. Als oud-lid van de American Association of University Women (AAUW) probeerde ze haar zorgen over vrouwenemancipatie ook op politiek niveau te uiten. In die hoedanigheid lanceerde ze in 1926 een studiebeursprogramma voor vrouwelijke studenten. 

## Publicaties
- Methode zur Bestimmung grosser elektrolytischer Widerstände, (proefschrift), Leipzig, Wihelm Engelmann, 1895
- A Few Points of Comparison between German and American Universities, New York, 1896
- Methode zur Bestimmung der Periode electrischer Schwingungen, Berlijn, 1897
- Das elektrische Leitvermögen wässriger Lösungen von Alkali-Chloriden und Nitraten, (met F. Kohlrausch), Berlijn, 1899
- The Relation of Physics and Chemistry to the College Science Courses, New York, 1915
- History of Fellowships Awarded by the American Association of University Women, 1888-1929, New York, 1929